# Котулас, Иоаннис
Иоаннис Котулас (греч.  Ιωάννης Κωτούλας , Элинопиргос, Кардица, 16 мая 1883 — Афины, 7 декабря 1967 года) — генерал-лейтенант греческой армии. Будучи подполковником, прославился в Малоазийском походе. Отмечен также в историографии Второй мировой войны.

## Молодость

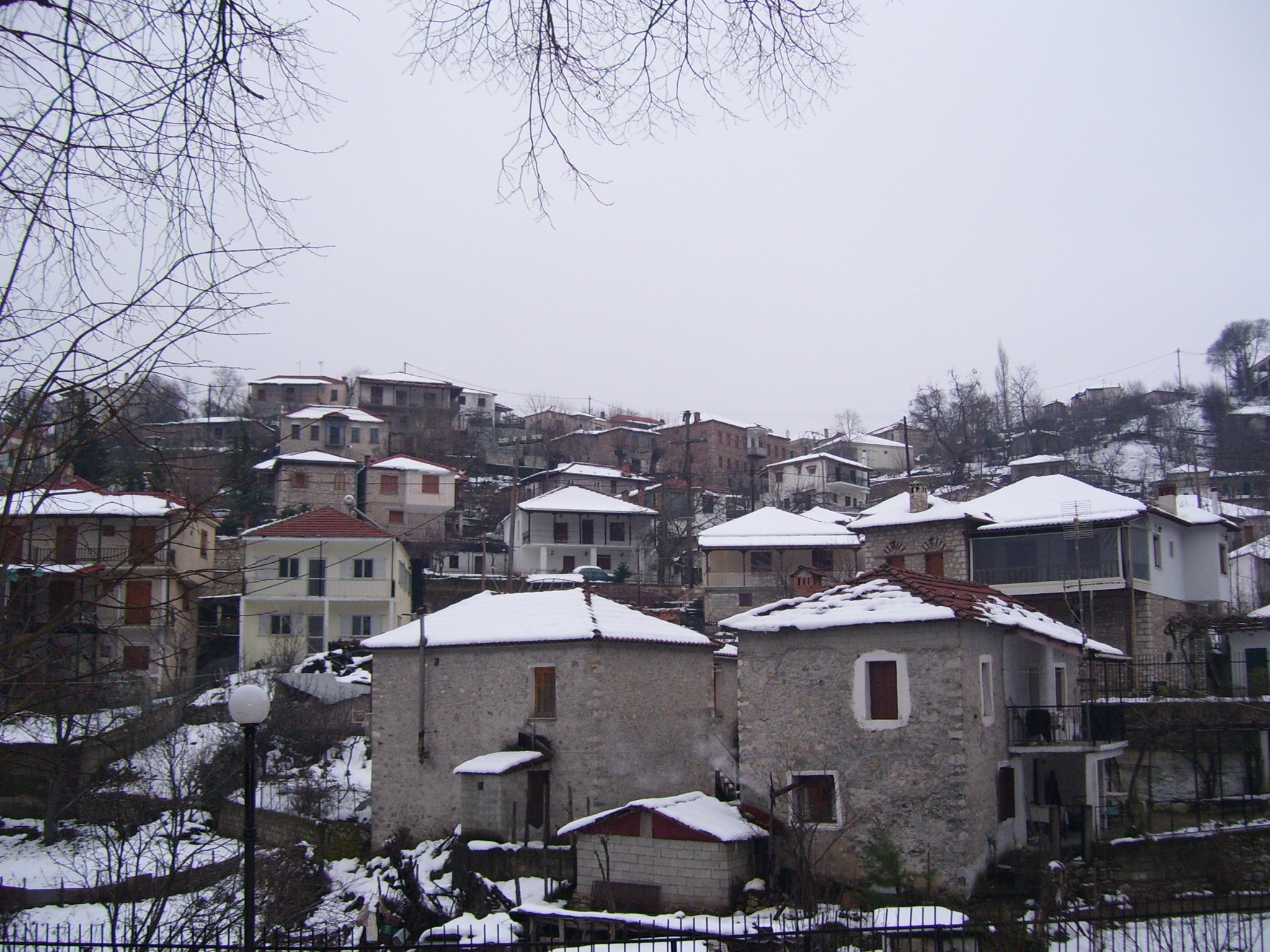
Родина генерала Котуласа, село Элинопиргос зимой.

Иоаннис Котулас родился в горном селе Элинопиргос фессалийского нома Кардица в 1883 году. Получив начальное образование в родном селе, вступил в греческую армию. Будучи сержантом, поступил в училище унтер-офицеров в 1906 году. Звание младшего лейтенанта получил в 1909 году. Принял участие в Балканских войнах и в частности: в сражении при Сарантопоро, командуя взводом 7-го пехотного полка, сражении при Веви, в котором получил своё первое ранение, и в одной из самых больших победных сражениях греческой армии в этих войнах, в сражении при Бизани.
В Первой мировой войне воевал на Македонском фронте, командуя батальоном 7-го пехотного полка. В Украинском походе греческой армии, предпринятом в поддержку Белого движения в звании майора командовал 2-м батальоном 7-го пехотного полка. В феврале 1919 года воевал под Николаевом, в марте под Одессой.

## Малоазийский поход

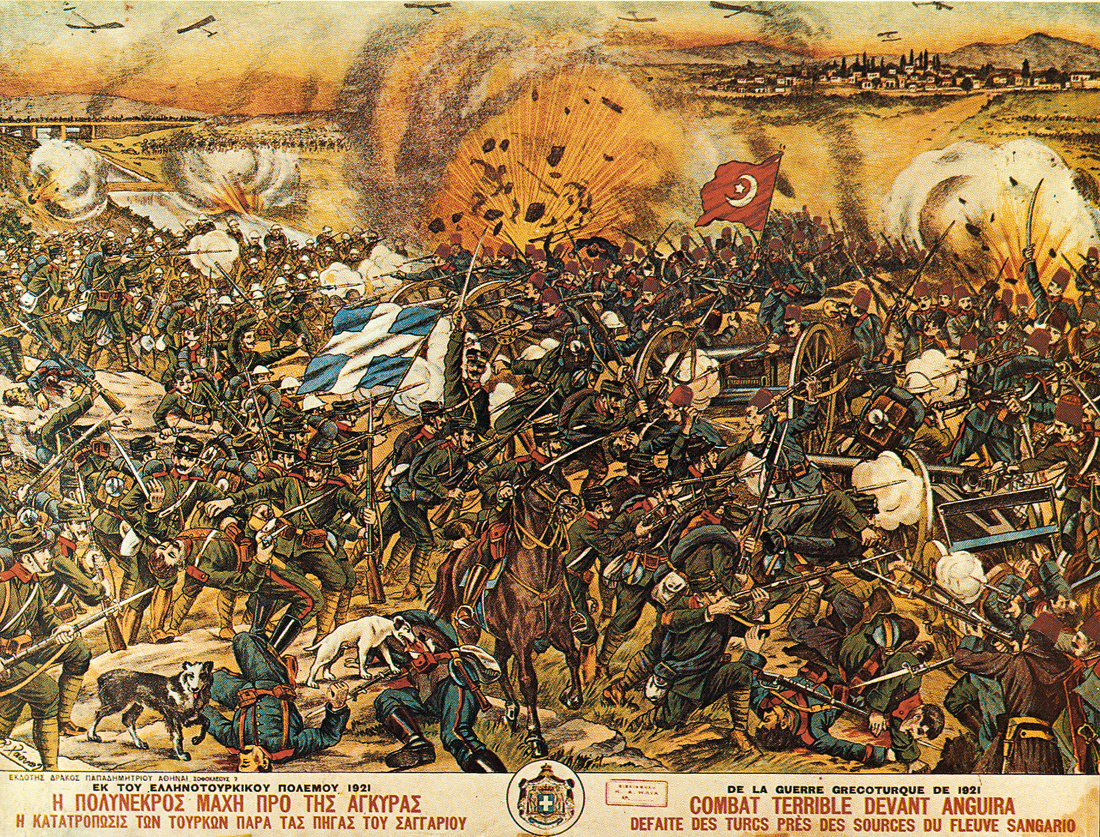
Сражение за рекой Сакарьей (Сражение за Анкару). Гравюра натурализовавшегося в Греции немецкого гравера Карла Хаупта

В 1919 году по мандату Антанты Греция заняла западное побережье Малой Азии. В дальнейшем Севрский мирный договор 1920 года закрепил контроль региона за Грецией с перспективой решения его судьбы через 5 лет на референдуме населения:16. Начавшиеся здесь бои с кемалистами приобрели характер войны, которую греческая армия была вынуждена вести уже в одиночку. Союзником была Италия, которая с самого начала поддерживала кемалистов, Франция же, решая свои задачи, стала также оказывать им поддержку. Греческая армия прочно удерживала свои позиции. Геополитическая ситуация изменилась коренным образом и стала роковой для греческого населения Малой Азии после парламентских выборов в Греции в ноябре 1920 года. Под лозунгом «мы вернём наших парней домой», на выборах победила монархистская «Народная партия». Возвращение в Грецию германофила Константина освободило союзников от обязательств по отношению к Греции. Не находя дипломатического решения в вопросе с греческим населением Ионии, в совсем иной геополитической обстановке, монархисты продолжили войну. Греческая армия предприняла «Весеннее наступление» 1921 года, ставшее первой попыткой разбить регулярную армию Кемаля, и одержала победу, но полного разгрома турок не достигла. Последовало «Большое летнее наступление» 1921 года, во время которого армия нанесла туркам поражение в самом большом сражении войны при Афьонкарахисаре-Эскишехире, но разгром кемалистов не состоялся. Турки отошли к Анкаре и правительство вновь встало перед дилеммой: что делать дальше:55-58.
14/27 июля 1921 года, в занятой греческой армией Кютахье состоялся «Большой Военный Совет» под председательством премьера Д. Гунариса. Правительство торопилось закончить войну и решило наступать далее. 28 июля/10 августа 7 греческих дивизий форсировали Сакарью и пошли на восток. Греческие историки, такие как С. Каргакос и Д. Фотиадис:82 именуют поход этих 7 дивизий «эпосом греческой армии». В малоазийском походе И. Котулас командовал первоначально 4-м, затем 7-м и наконец 14-м пехотным полком 12-й дивизии.

### Сражение за Анкару

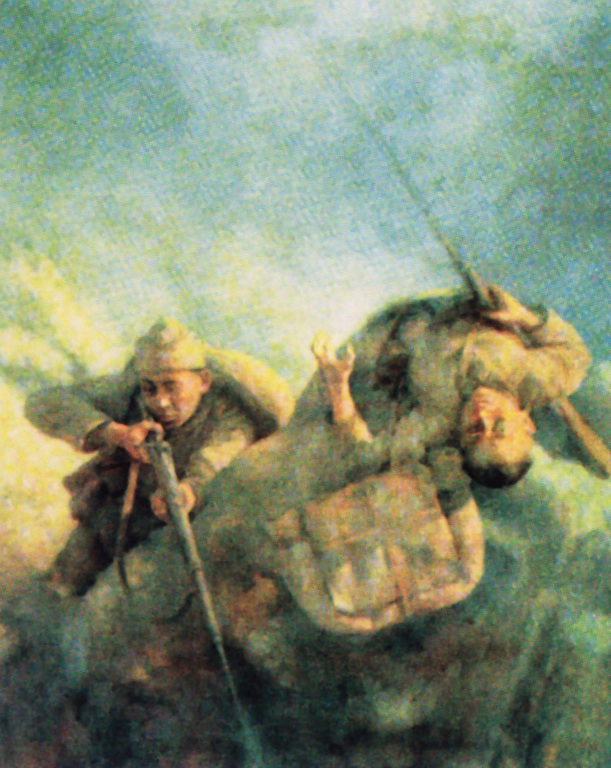
Художник Прокопиу, Георгиос: «Греческая пехота берёт высоту Кале грото на подступах к Анкаре».

Пройдя изнурительным маршем через «Солёную пустыню», 1-я дивизия 10/23 августа 1921 года без передышки и без никакой артиллерийской подготовки с ходу отбила у турок вершину Мангал-даг (1400м). Кемаль был впечатлён этим неожиданным для него греческим успехом. Немедленно сменив командира части, защищавшей Мангал-даг, он заявил: «если мы потерпим поражение, здесь будет могила Турции». Он приказал расстреливать отступающих, добавив «нет линии отступления»:83.
Греческие дивизии ежедневно брали возвышавшиеся перед Анкарой и укреплённые всевозможные скалистые и безлесые «даги»: 2-я дивизия взяла Тамбур-оглу и Турбан тепе, атаковала «Холмы близнецы» завершив их взятие 14/27 августа. 10-я дивизия 15/28 августа взяла горный массив Сапанджу и «Голую вершину» и 17/30 августа Гилдиз-даг:85. Самые жестокие бои развернулись за взятие скалистого хребта Кале-грото. Атака была начата 5-й дивизией. 14/27 августа подключилась 13-я дивизия. После того, как в бой подключилась 9-я дивизия Кемаль заколебался. Позже он писал: «были минуты, когда я думал что всё потеряно»:93. 5-я дивизия 16/29 августа взяла Улу-даг, прозванный «Монументом скал». 7 -я дивизия полковника А. Платиса, невзирая на сопротивление 4-х турецких дивизий, 12/25 августа взяла «Конический холм». Турки были вынуждены отступить. Дивизия, проявив инициативу, прошла через ущелье Полатлы и взяла «Зубчатый холм», весь хребет Беш тепелер, а затем Дуа-тепе и вышла 4 км западнее к железнодорожной станции Полатлы в 80 км от центра сегодняшней турецкой столицы. Турки приступили к взрывам складов станции:97.

### И. Котулас в бою за Ардиз-даг
На второй линии турецкой обороны господствовали высоты Чал-даг и Ардиз-даг. Ардиз-даг атаковала 12-я дивизия полковника П. Калидопулоса, в которую входил полк подполковника И. Котуласа и 1-я дивизия полковника И. Франгоса. 1-я дивизия атаковала вершину 1329, турки отступили на хребет Ардиз-дага. 1/38 гвардейский полк эвзонов обратил в бегство 3-ю турецкую дивизию Кавказа. 12-я дивизия бросилась в последний бой за Ардиз-даг 19 августа/1 сентября. 14-й полк Котуласа, совершив за 15 минут под огнём бросок в 800 метров, ворвался в турецкие окопы. Увидев в своих окопах «шейтан аскер», турки побросали свои пулемёты и побежали. Однако целый батальон 176-го турецкого полка, 355 человек, во главе с офицерами и командиром, сдались Котуласу. С начала сражения за Анкару это был первый случай пленения целого турецкого соединения. По завершении боя Котулас сделал два запроса в дивизию: восполнить офицеров, поскольку большинство из них были убиты или ранены в «сумасшедшем» броске к вершине, и второе, прислать людей, чтобы собрать брошенное турками оружие и припасы:98. Кемаль был вынужден перебросить на центральный участок силы со своего левого крайнего фланга.
12-я греческая дивизия направила силы в помощь 10-й дивизии, которая вела бой за высоту Чал-даг, и заняла западный склон горы. Вступившая также в этот бой, 2-я дивизия обратила в бегство 17-ю турецкую дивизию и наконец взяла высоту Чал- даг:100.

### Прекращение наступления
В греческой и турецкой историографии отмечается, что оставшаяся не только без снарядов, но и без патронов, греческая армия была близка к победе и в их работах часто присутствует слова «если бы». Один из биографов Кемаля Месин пишет: «Если бы греческая атака продержалась ещё несколько минут (!) Кемаль приказал бы отход, чтобы избежать катастрофы»:109.
29 августа/11 сентября армия приняла решение прекратить наступление:112.
Даже в последних боях после принятого решения 2/39 гвардейский полк эвзонов взял в плен 124 солдат противника:114. Высота Чал-даг, как и другие высоты, за которые было пролито столько крови, были бесшумно оставлены утром 31 августа/13 сентября:115.
Согласно современному английскому историку Д. Дакину победа была близка:357, но исчерпав все свои материальные ресурсы и не располагая материальными и людскими резервами, армия в порядке отошла назад за Сакарью.
Историк Димитрис Фотиадис пишет: «тактически мы победили, стратегически мы проиграли»:115. Правительство Гунариса удвоило подконтрольную ему территорию в Азии, но возможностями для дальнейшего наступления не располагало. Не решив вопрос с греческим населением региона, правительство не решалось эвакуировать армию из Малой Азии. Фронт застыл на год.

### И. Котулас в Аливеране
.

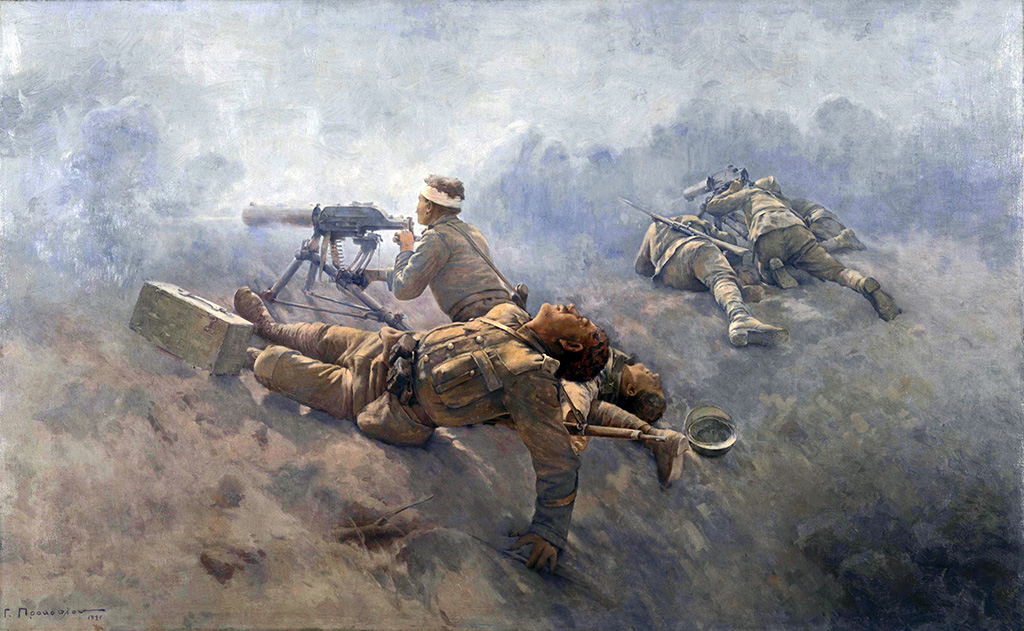
Художник Прокопиу, Георгиос: «До последнего»

Правительство монархистов не находило дипломатического решения в вопросе безопасности греческого населения Ионии, но из политических соображений не решалось собрать войска вокруг Смирны, сохраняя протяжённую линию фронта, оборону которой армия была не в состоянии обеспечить. Фронт был прорван через год. «Все военные и политические аналитики считают, что причиной прорыва была недостаточность сил для фронта протяжённостью в 800 км». Даже там где плотность была большей, между дивизиями существовали незащищённые участки в 15-30 км:159.
Турецкое наступление началось в ночь 12/25 на 13/26 августа 1922 года силами 12 пехотных и 4 кавалерийских дивизий. Туркам удалось без особого труда вклиниться в расположение между 1-й и 4-й греческих дивизий:174. Довольно потрёпанная Группа дивизий Трикуписа (5 дивизий), не имея другого пути отхода, пыталась выйти из котла, через узкое ущелье Аливеран (Alıören). Из вошедших в ущелье 20-25 тысяч человек, только 7 тысяч были боеспособны, остальные были раненные и гражданское население, бежавшее из своих сёл во избежание турецкой резни:180. На выходе из ущелья встала 14-я турецкая кавалерийская дивизия, против которой Трикупис бросил пехотный полк, но после того как турецкие кавалеристы получили подкрепления, был дан приказ дожидаться темноты, для совершения прорыва. На входе в ущелье встала ΧΙΙI дивизия, получившая приказ обороняться любой ценой, до наступления темноты.
В турецкой историографии сражение 17/30 августа именуется «Сражением главнокомандующего», поскольку происходило на глазах у Мустафы Кемаля, который наблюдал за сражением из укрытия в 6 км от ущелья:181. В действительности это был расстрел турецкой артиллерией скопления греческих солдат и гражданского населения в ущелье. И только на входе в ущелье, где «встала насмерть героическая ΧΙΙI дивизия», в которую входил 2-й полк Константина Цакалоса, шло настоящее сражение:159.
И. Котулас был ранен за день до этих событий в бою у Хамур-кёй. Несмотря на ранение, он решил проявить инициативу. Котулас не стал ожидать наступления темноты. Развернув полковое знамя, вместе с полковым священником, он собрал солдат своего полка, укрывавшихся от непрерывного артиллерийского обстрела, и верхом возглавил их атаку на высоту 1140. Высота была взята, но плотный артиллерийский и пулемётный огонь делал невозможным пребывание на ней и солдаты отступили в беспорядке:183.
Героическое сопротивление 2-го полка полковника К. Цакалоса и других частей ΧΙΙI дивизии дало возможность с наступлением ночи тысячам солдат Группы Трикуписа и беженцев вырваться из котла и избежать пленения и смерти.

### И. Котулас возглавляет воссозданную 12-ю дивизию
Вырвавшиеся из ущелья части и население разбились на две колонны — колонну генералов Трикуписа и Дигениса и колонну полковников Каллидопулоса-Димараса. Вторая колонна, в которой находился 14-й полк Котуласа, 19 августа была окружена турецкой кавалерией. Два комдива приняли решение сдаться:184.
Котулас во главе своего 14-го полка отказался сдаться и вырвался с боем из окружения. Два батальона других полков дивизии, I/41 и III/41, также не приняли решение комдива сдаваться и, прорвав окружение, временно присоединились к получившей в силу своей дисциплины и стойкости прозвище «Железная дивизия», 1-й й дивизии И. Франгоса.
21 августа 14-й полк и два батальона соединились в городе Ушак и вновь образовали 12-ю дивизию, под командованием И. Котуласа.
И. Котулас провёл воссозданную дивизию через города Филадельфия, Салихлы, Маниса, Кочаба, Нимфео и вышел к полуострову Эритрея, после чего из Чешме успешно переправил дивизию на греческий остров Хиос.

## Межвоенный период
Малоазийская катастрофа вызвала антимонархистское восстание армии сентября 1922 года. И. Котулас со своей дивизией примкнул к восстанию. В октябре чрезвычайный трибунал приговорил к смерти монархистов премьер-министра Димитриоса Гунариса, четверых его министров и командующего Хадзианестиса:359.
Подполковник И. Котулас был одним из членов чрезвычайного трибунала:393. В 1923 году Котулас был повышен в звание полковника. В 1925 году продолжил своё военное образование во Франции.
Совершив впечатляющую карьеру и в звании генерал-лейтенанта, И. Котулас в период 1937—1938 возглавил «Высшую школу войны» для старших офицеров действующей армии.
В силу возраста, болезней и негативного отношения к установленному в августе 1936 года диктаторскому режиму генерала И. Метаксаса, генерал-лейтенант Котулас был отправлен в отставку в конце 1938 года.

## Вторая мировая война
28 октября 1940 года войска фашистской Италии вторглись на греческую территорию из Албании. Греческая армия отразила вторжение и перенесла военные действия на албанскую территорию. Продолжавшиеся греческие победы делали необходимым вмешательство Германии для спасения своего незадачливого союзника.
В начале 1941 года И. Котулас был отозван в действующую армию, что само по себе примечательно, поскольку режим генерала Метаксаса отказал в возвращении в армию сотням неугодных ему офицеров, даже тех, что были значительно моложе Котуласа.
Первоначально он был отправлен во Фракию, для подготовки отражения ожидаемого немецкого и болгарского вторжения. После этого он был направлен в Центральную Македонию для подготовки второй линии обороны в случае немецкого вторжения. В начале марта 1941 года началась переброска в Грецию из Египта 2 пехотных британских дивизий и одной танковой бригады, которые заняли далёкую от фронта линию обороны в Западной Македонии и севернее Олимпа. Генералы М. Дракос, Д. Пападопулос и Г. Космас, считая что это был лишь шаг геополитики, выразили возражение о целесообразности пребывания на греческой территории столь слабых британских сил. Они сочли, что эти маленькие силы могут стать лишь поводом и оправданием для немецкого вторжения. Генералы считали, что греческие войска должны были оставлены самими отразить немецкое вторжение и «пасть на поле боя и чести» перед колоссальным в числах и средствах врагом, но лишить его «любого» якобы дипломатического или военного оправдания. В любом случае, небольшой британский корпус, лишённый достаточной воздушной поддержки, не мог оказать существенной помощи греческой армии. Генштаб счёл, что их взгляды не соответствуют взглядам штаба и отправил их в отставку 7 марта 1941 года за месяц до немецкого вторжения.
В рамках британской геополитики предполагалось постепенное отступление греческой армии и британского экспедиционного корпуса, оттягивая на себя германские и итальянские силы. Это несколько отличалось от задач поставленных генштабом «Армии Центральной Македонии» генерала Котуласа.
5 апреля за день до немецкого вторжения Котулас встретился с британским генералом Г. Уилсоном, чтобы рассмотреть возможность замены 12-й греческой дивизии 20-й австралийской. Котулас торопился усилить свой левый фланг, где располагалась только его 20-я дивизия. Уилсон заявил что это будет возможным через 8 дней.
8 апреля на второй день после начала немецкого вторжения и до того, как его части вступили в контакт с наступающими частями Вермахта, генерал-лейтенант Котулас был заменен на посту командующего «Армии Центральной Македонии» генерал-майором Христосом Карассосом. Нет ясности, что вызвало эту замену. На следующий день генерал Уилсон приказал отход своих сил. Heinz Richter в своей книге «Итало-германское нападение на Грецию», пишет, что генерал Уилсон, Генри Мейтленд приказал 9 апреля отход свой сил, оправдываясь тем что: «…(греческая) Кавалерийская дивизия расположилась на огромной площади и между ней и греческими силами в Албании располагались только патрули».

## Последние годы
Нет никакой информации о каком-либо участии ветерана И. Котулоса в Греческом Сопротивлении в годы тройной, германо-итало-болгарской, оккупации Греции.
Однако его племянник морской офицер Георгиос Котулас, действовавший в рядах подпольной организации, переправлявшей офицеров в греческие части на Ближнем Востоке, был арестован немцами и расстрелян 4 июня 1942 года.
После освобождения Греции в октябре 1944 года, И. Костулас вёл уединённый образ жизни и археологические исследования в регионе своего родного села. Написал ряд военно-исторических работ. В силу личного аналогичного опыта генерала во время Малоазийского похода особо следует отметить его работу «Ксенофонт Афинянин как стратег во время Анабасиса Кира».
Иоаннис Котулас умер 7 декабря 1967 года и был похоронен с почестями полного генерала.
Выпуск 2009 года училища унтер-офицеров получил имя «Класс генерал-лейтенанта Иоанниса Котуласа».